# Chevallier (cráter)

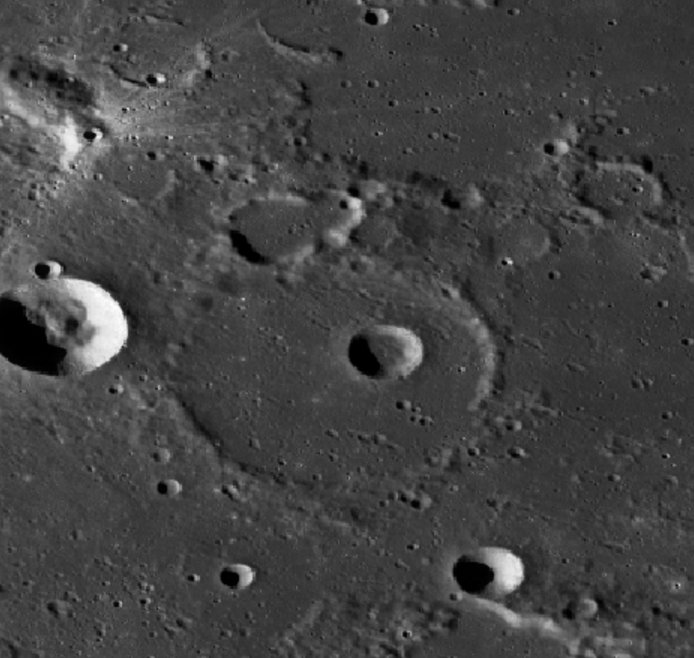
Fotografía de la misión
Lunar Reconnaissance Orbiter

Chevallier es un cráter de impacto que se encuentra en la parte noreste de la cara visible de la Luna, a una distancia de alrededor de un diámetro al este-sureste del destacado cráter Atlas. Al sur-sureste de Chevallier aparece el cráter inundado Shuckburgh.
|  |

Esta formación es poco más que el borde de un cráter desintegrado que sobresale ligeramente por encima de una superficie inundada de lava. Todo lo que sobrevive de este elemento es un par de secciones de arco de perfil bajo sobre la superficie. La sección más prominente del borde aparece a lo largo del lado noreste, donde se ha fusionado con una formación de doble cráter más pequeña que también se ha inundado de lava. El suelo interior se ha reconstituido por la aparición de flujos de lava, que se unen al terreno cercano también inundado de lava. En la mitad oriental de la planta se sitúa Chevallier B, un pequeño cráter parcialmente inundado.
Justo al oeste del borde de Chevallier aparece Atlas A, un cráter de perfil afilado con forma de cuenco.

## Cráteres satélite
Por convención estos elementos son identificados en los mapas lunares poniendo la letra en el lado del punto medio del cráter que está más cerca de Chevallier.
|            | \| Chevallier \| Coordenadas \| Diámetro \| \| ---------- \| ---------------------------- \| -------- \| \| B \| 45°12′N 51°54′E / 45.2, 51.9 \| 13 km \| \| F \| 46°06′N 56°30′E / 46.1, 56.5 \| 9 km \| \| K \| 43°30′N 50°54′E / 43.5, 50.9 \| 6 km \| \| M \| 46°00′N 51°12′E / 46.0, 51.2 \| 16 km \| |          |
| Chevallier | Coordenadas | Diámetro |
| B          | 45°12′N 51°54′E / 45.2, 51.9 | 13 km    |
| F          | 46°06′N 56°30′E / 46.1, 56.5 | 9 km     |
| K          | 43°30′N 50°54′E / 43.5, 50.9 | 6 km     |
| M          | 46°00′N 51°12′E / 46.0, 51.2 | 16 km    |